# Distrito de Kuf Ab
Kuf Ab es uno de los 29 distritos de la Provincia de Badakhshan, en el extremo oriental de Afganistán. Fue creado en 2005 con parte del Distrito de Khwahan. Cuenta con una población de aproximadamente 21.000 personas. El distrito de Kuf Ab colinda con los distritos de Khwahan, Shiki, Darwazi Bala, Maimay, Ragh y con el distrito tayiko de la provincia autónoma de Darvoz en la provincia de Alto Badajshán. Previo a 2005 su territorio formaba parte del Distrito de Khwahan. La capital del distrito es la comunidad de Qal`eh-ye Kuf.